# Kekertaluk Island
Kekertaluk Island – niezamieszkana wyspa w Cieśninie Davisa, w Archipelagu Arktycznym, w regionie Qikiqtaaluk, na terytorium Nunavut, w Kanadzie. W pobliżu Kekertaluk Island położone są wyspy: Pilektuak Island (15,9 km), Nedlukseak Island (24,7 km), Rock Island (26,6 km), Nudlung Island (27,1 km), Manitung Island (33,7 km) i Satigsun Island (42 km).